# IWBF車いすバスケットボール世界選手権
IWBF車いすバスケットボール世界選手権（IWBF Wheelchair Basketball World Championship）は、国際車いすバスケットボール連盟（IWBF）の主催で開催される男女車いすバスケットボールの世界選手権大会
1973年にベルギーのブルッヘで男子初の非公式世界選手権が開催され、1975年に公式の世界選手権が開催された。この大会から通称「ゴールドカップ」と呼ばれている。女子大会は1990年に開始された。

## 結果

### 男子
| Gold          | スコア                      | Silver         | Bronze | スコア         | Fourth place   |       |                |
| 1973* Details | ベルギー (ブルッヘ)         | イギリス       | 50–37  | フランス       | オランダ       | –     |                |
| 1975 Details  | ベルギー (ブルッヘ)         | イスラエル     | 50–47  | アメリカ合衆国 | イギリス       | –     |                |
| 1979 Details  | アメリカ (タンパ)           | アメリカ合衆国 | 60–49  | オランダ       | フランス       | –     |                |
| 1983 Details  | カナダ (ハリファックス)     | アメリカ合衆国 | 86–67  | フランス       | スウェーデン   | –     |                |
| 1986 Details  | オーストラリア (メルボルン) | アメリカ合衆国 | 61–40  | カナダ         | オランダ       | –     |                |
| 1990 Details  | ベルギー (ブルッヘ)         | フランス       | 62–61  | アメリカ合衆国 | カナダ         | –     | オランダ       |
| 1994 Details  | カナダ (エドモントン)       | アメリカ合衆国 | 67–53  | イギリス       | カナダ         | 72–62 | フランス       |
| 1998 Details  | オーストラリア (シドニー)   | アメリカ合衆国 | 61–59  | オランダ       | カナダ         | 63–56 | オーストラリア |
| 2002 Details  | 日本 (北九州市)             | アメリカ合衆国 | –      | イギリス       | カナダ         | –     | オーストラリア |
| 2006 Details  | オランダ (アムステルダム)   | カナダ         | 59–41  | アメリカ合衆国 | オーストラリア | 80–53 | オランダ       |
| 2010 Details  | イギリス (バーミンガム)     | オーストラリア | 79–69  | フランス       | アメリカ合衆国 | 71–42 | イタリア       |
| 2014 Details  | 韓国 (仁川)                 | オーストラリア | 63–57  | アメリカ合衆国 | トルコ         | 68–63 | スペイン       |
| 2018 Details  | ドイツ (ハンブルク)         | イギリス       | 79–62  | アメリカ合衆国 | オーストラリア | 68–57 | イラン         |
| 2022          | アラブ首長国連邦 (ドバイ)   | アメリカ       | 67–66  | イギリス       | イラン         | 72–54 | オランダ       |

* Unofficial Championship

### 女子
| Gold         | スコア                            | Silver         | Bronze | スコア         | Fourth place   |       |                |
| 1990 Details | フランス (サン＝テティエンヌ)     | アメリカ合衆国 | 58–55  | ドイツ         | カナダ         | –     | -              |
| 1994 Details | イギリス (ストーク・マンデヴィル) | カナダ         | 45–34  | アメリカ合衆国 | オーストラリア | 38–36 | オランダ       |
| 1998 Details | オーストラリア (シドニー)         | カナダ         | 54–38  | アメリカ合衆国 | オーストラリア | 40–35 | 日本           |
| 2002 Details | 日本 (北九州市)                   | カナダ         | –      | アメリカ合衆国 | オーストラリア | –     | 日本           |
| 2006 Details | オランダ (アムステルダム)         | カナダ         | 58–50  | アメリカ合衆国 | ドイツ         | 52–48 | オーストラリア |
| 2010 Details | イギリス (バーミンガム)           | アメリカ合衆国 | 55–53  | ドイツ         | カナダ         | 59–49 | オーストラリア |
| 2014 Details | カナダ (トロント)                 | カナダ         | 54–50  | ドイツ         | オランダ       | 74–58 | アメリカ合衆国 |
| 2018 Details | ドイツ (ハンブルク)               | オランダ       | 56–40  | イギリス       | ドイツ         | 44–43 | 中華人民共和国 |